# 北約克
北約克位於加拿大安大略省多倫多市北部中心地帶，2006年的人口約為624,610；而根據2001年的官方數字所指，該地區有608,288人。從1954年至1997年，北約克隸屬相當於安省縣級行政區劃的大多倫多市，而北約克當時是大多倫多市内的第二大城市。安大略省政府於1997年通過議案，於翌年取消大多倫多市行政區劃，並將大多市轄下六個市（連北約克在内）合併成為新的多倫多市。

## 歷史
1922年6月13日，北約克鎮（The Township of North York）於約克鎮（The Township of York）的農村地區成立。及後隨著鎮內高速的城市化發展，北約克鎮於1967年升格成北約克行政區（Borough of North York）。1979年2月14日，行政區變成正式的城市（City of North York）。為慶祝北約克市在情人節成立，市政府將城市的法定口號定為 "The City with Heart"。1998年，六市合併後，多倫多市議會轄下委員會之一的北約克社區議會（North York Community Council）負責服務原為北約克市的地區。
北約克原本是農莊滿佈的區內農業樞紐，二次大戰後，一如北美洲很多市郊地區，在1950-60年代蓬勃發展起來，其中以Don Mills的發展尤其顯著。

## 人口
根據2001年加拿大全國人口調查顯示，北約克有53%人口為白人，華人則佔11%、南亞裔和黑人同佔9%、另有3%分別是西亞裔、菲律賓裔和拉丁美洲裔人，其餘還包括各佔2%的東南亞裔和韓裔、1%的阿拉伯裔和剩下來的4%。；另外，巴佛士街在北約克的路段住了不少二次大戰時遭到大屠殺的猶太裔生還者。
據2006年統計，北约克有57%的居住者出生在加拿大領土以外。

## 歷任市長及鎮議會議長
下列是歷任北約克鎮議會議長（Reeve）和市長（Mayor）。

### 議長
- 1922-1929： R.F. Hicks
- 1929-1930： James Muirhead
- 1931-1933： George B. Elliott
- 1934-1940： R. Earl Bales
- 1941-1949： George H. Mitchell
- 1950-1952： N.A. Boylen
- 1953-1956： Fred J. McMahon
- 1957-1958： Vernon M. Singer
- 1959-1964： Norman C. Goodhead
- 1965-1966： James D. Service

### 市長
- 1967-1969： James D. Service
- 1970-1972： Basil H. Hall
- 1973-1997： 賴士民（Mel Lastman）

## 北約克市中心的發展

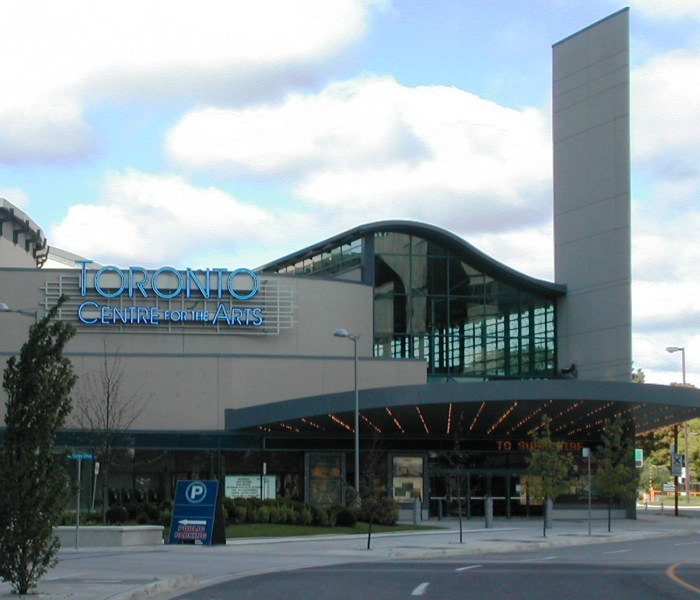
多倫多藝術中心

北約克中心地帶位處多倫多最主要街道央街之上，介乎芬治路和雪柏路之間，亦是多倫多地鐵的央街－大學線所貫穿的地段之一。賴士民當選北約克市長後，於1980年代致力發展該區，區內的市郊面貌亦隨之日漸淡化，形成一個小型市中心。至於北約克中心以南的雪柏大道，自雪柏地鐵線通車後，沿線發展亦一如雨後春筍。401公路上，橫越北約克那一段可謂全北美洲最繁忙，每日穿過該段公路的汽車高達400,000輛。
區內店舖和商用樓宇林立，同時亦建有不少大型住宅公寓，在前市政大樓附近的發展尤為蓬勃，而多倫多藝術中心就正正建於前市政大樓旁邊。大樓前有個水池，而大樓以南則是多倫多公校教育局大樓（亦即以前的北約克教育局大樓）。前市政大樓東北方建有兩座購物商場，以地下通道相連，而通道亦連接至地鐵站。東面那座商場名為帝后廣場（Empress Walk），商場裡設有Loblaws超級市場及電影院。至於另一座位於央街以西的商場則是多倫多第二大公共圖書館北約克中央圖書館的所在地。與圖書館連接那所建築物裡，設有游泳池、老人中心、小食亭、學校委員會工作室和酒店。
不少世界知名的企業亦選擇在此區落戶，如寶潔公司、雀巢、Cadbury Adams、瑞士蓮、Equifax 和全錄等相繼位在央街兩旁興建公司寫字樓，而麥當勞餐廳的加拿大總部亦選址北約克。

## 教育

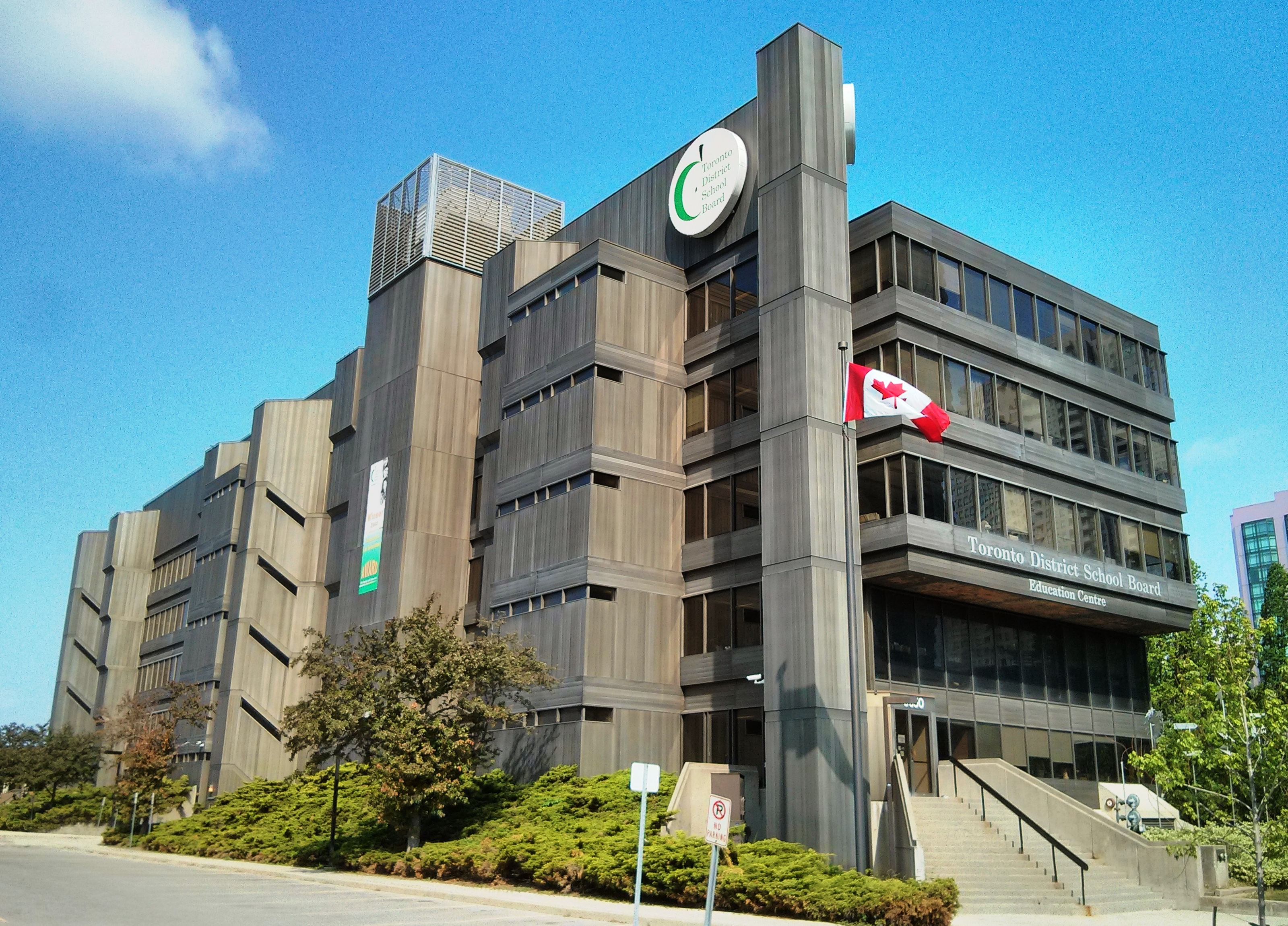
TSB Education Centre - 多倫多公校教育局的总部

北約克有多倫多公校教育局的总部。辛力加學院有幾個分校坐落於北約克內，約克大學也位於北約克內。

## 區內設施
| 大型購物商場: - 約杜購物中心 - Fairview Mall 中小型購物商場: - Centrepoint Mall - Bayview Village - 帝后廣場 - Yorkgate Mall - Jane Finch Mall - Sheppard Centre | 體育運動團體: - 青年冰球隊 North York Rangers - 女子冰球隊 North York Storm - 網球會 Gwendolen Tennis Club - 游泳訓練中心 North York Aquatic Club - 足球隊 North York Astros 專上學府: - 約克大學 - Seneca College (其中4個校園) - Osgoode Hall Law School | 主要醫療設施: - 北約克全科醫院 - 漢伯河醫院 - 新寧醫院(附設有長者宿舍和地區外傷治療中心) 旅遊點: - Black Creek Pioneer Village - 一個19世紀村莊 - Ontario Science Centre - 超過800展品的科學博物館 |  |

位於北約克西部的Downsview有個軍事基地和飛機製造工場，然而隨著冷戰結束，這些地方很多都已改建成公園。

## 北約克內的社區
| - Amesbury - Armour Heights - Banbury-Don Mills - Bathurst Manor - Bayview Village - Bayview Woods-Steeles - Bedford Park-Nortown - Black Creek - 跑馬徑 - Caribou Park - Chalkfarm - Clanton Park (Dublin Heights) - Cricket Club - Don Mills - Don Valley Village - Downsview - Elia | - Emery - Englemount-Lawrence - Flemingdon Park - 己連公園 - Glenfield-Jane Heights - Graydon Hall - Henry Farm - 山巒村 - 豪歌空谷 - Humber Summit - Humbermede - Jane and Finch - Lawrence Heights - Lawrence Manor - Ledbury Park - Newtonbrook - North York Centre | - 奧干拿–柏維 - Oriole - Parkway Forest - Parkwoods-Donalda - The Peanut - Pelmo Park-Humberlea - Pleasant View - Roywoodz - Rustic - St. Andrew-Windfields - 多倫多上城區 - Victoria Park Village - Village at York - 西敏-布蘭遜 - 惠柳第 - Wilson Heights - York Mills - York University Heights |